# Робенештій-де-Сус
Робенештій-де-Сус (рум. Robăneștii de Sus) — село у повіті Долж в Румунії. Входить до складу комуни Робенешть.
Село розташоване на відстані 166 км на захід від Бухареста, 15 км на схід від Крайови.

## Населення
За даними перепису населення 2002 року у селі проживали 665 осіб, усі — румуни. Усі жителі села рідною мовою назвали румунську.